# Geothlypis aequinoctialis
La golagialla mascherata (Geothlypis aequinoctialis J. F. Gmelin, 1789) è un uccello della famiglia dei Parulidi originario delle regioni settentrionali del Sudamerica.
In passato la golagialla del Chiriquí (G. chiriquensis), propria dell'America Centrale, la golagialla dalle redini (G. auricularis), della costa pacifica, e la golagialla meridionale (G. velata), delle regioni meridionali del Sudamerica, erano considerate sue sottospecie, ma recenti analisi genetiche suggeriscono che meritino lo status di specie.
È probabile che l'areale di questa specie fosse un tempo continuo, forse durante l'ultima era glaciale, quando il clima era più freddo, ma le varie popolazioni sono state in seguito separate da fitte sezioni delle foreste umide di pianura dell'Amazzonia e del Chocó. G. auricularis e G. chiriquensis sono state inoltre separate dalla golagialla mascherata e da G. velata dalle Ande.

## Descrizione
La golagialla mascherata misura 13,2 cm di lunghezza e pesa 13 g. Ha regioni superiori di colore giallo-verde, regioni inferiori giallo brillanti, e becco prevalentemente nero. Il maschio adulto ha una maschera facciale nera, contornata sopra da una fascia grigia. La femmina è simile, ma è priva della maschera nera. Ha una colorazione più spenta, presenta una quantità variabile di grigio sulla testa (spesso praticamente nulla), un anello oculare giallastro e una striscia giallastra che va dal becco all'occhio.
Questa specie si distingue facilmente dalle golagialla comuni svernanti per le regioni inferiori di un colore giallo uniforme, mentre la specie nordamericana ha l'addome bianco.

## Distribuzione e habitat
La golagialla mascherata è presente in una fascia di territorio che dalla Colombia centrale, attraverso il Venezuela settentrionale, Trinidad e le Guiane, giunge fino alle regioni in prossimità del Rio delle Amazzoni in Brasile.

## Biologia
L'habitat di nidificazione è costituito da paludi e da altre aree umide con una bassa vegetazione fitta. La golagialla mascherata può anche essere rinvenuta in altre aree con una fitta boscaglia, ma è meno comune in habitat più aridi. La femmina depone due uova con macchioline bruno-rossastre in un nido a coppa imbottito posto in basso tra l'erba o tra la vegetazione palustre.
La golagialla mascherata viene solitamente avvistata in coppie, e non si associa ad altre specie. Ha spesso abitudini furtive, ma occasionalmente può spingersi allo scoperto, specialmente per cantare. Si nutre di insetti, bruchi compresi, che vengono di solito catturati tra la fitta vegetazione. Il canto è un gorgheggiato tee-chee-chee teecheweet teecheweet. Il richiamo è costituito da un veloce chiacchiericcio, piuttosto dissimile da quello delle altre specie di golagialla, e da un acuto chip più tipico.